# Panos Kokinópulos
Panos (Panagiotis) Kokinópulos (Atenes, 19 de novembre de 1949) és un director de cinema grec.

## Biografia
Va acabar el batxillerat i va anar a Grenoble, França, per estudiar Bioquímica. Aleshores hi havia un gran campus on també hi havia dos Cineclubs, on directors coneguts presentaven les seves pel·lícules. A instància d'un amic, Kokinópulos va abandonar els seus estudis a Grenoble i així va anar a estudiar cinema a París. A París va conèixer la seva primera dona i va adquirir la nacionalitat francesa. Va tenir un fill del seu primer matrimoni. Darrerament ha realitzat principalment sèries de televisió.
Des del seu segon matrimoni amb la productora Besi Voudouri, va tenir una filla, Elli. Va romandre casat amb Voudouri durant vuit anys. Durant molts anys va mantenir una relació amb l'actriu Panagiota Vlantis, mentre que durant cinc anys va mantenir una relació amb l'actriu Lena Papaligoura.
A les Eleccions legislatives gregues de setembre de 2015, va ser candidat de Nova Democràcia al districte 1 d'Atenes.

## Filmografia (parcial)
- Pistoma (1975)
- Ta simadia tis nyhtas (1990)
- 10i entoli (2004)